# جاي روي غروت
جاي روي غروت (بالهولندية: Jay-Roy Grot) (13 مارس 1998 بآرنم في هولندا - ) هو لاعب كرة قدم هولندي في مركز الهجوم. شارك مع منتخب هولندا تحت 17 سنة لكرة القدم. أما مع النوادي، فقد لعب مع إن إي سي نيميخن.

## وصلات خارجية
- جاي روي غروت على موقع الاتحاد الأوربي (الإنجليزية)
- جاي روي غروت على موقع رابطة كرة القدم اليابانية للمحترفين (اليابانية)
- جاي روي غروت على موقع إي إس بي إن إف سي (الإنجليزية)
- جاي روي غروت على موقع قاعدة بيانات كرة القدم.إي يو (الإنجليزية)
- جاي روي غروت على موقع Soccerbase.com (لاعب) (الإنجليزية)
- جاي روي غروت على موقع Soccerway.com (الإنجليزية)
- جاي روي غروت على موقع عالم كرة القدم.نت (الإنجليزية)